# Шаріпово (Салаватський район)
Шарі́пово (рос. Шарипово, башк. Шәрип) — село у складі Салаватського району Башкортостану, Росія. Входить до складу Мещегаровської сільської ради.
Населення — 420 осіб (2010; 450 в 2002).
Національний склад:
- татари — 88 %